# ميزون ألفور

موقع المدينة

ميزون ألفور (بالفرنسية: Maisons-Alfort)‏ هي بلدة فرنسية تقع في منطقة ڤال دو مارن (إيل دو فرانس). وتقع في الضواحي الجنوبية الشرقية لباريس، على الضفة الجنوبية لنهر المارن على بعد 3 كم من العاصمة باريس. هذا التموضع الجغرافي يتيح لها سهولة
الوصول إلى عدة محاور مواصلات رئيسية وهي: A4 في الشمال وA86 في الجنوب.
كثافة سكانها الحالية تجعل منها خامس أهم مدينة في المنطقة من بعد كريتاي، ڤيتري سير سين، شامپينيي سير مارن وسان مور دي فوسي. سكان ميزون الفور يسمون الميزونيون.

## الموقع الجغرافي
كانت البلدة في السابق أكبر مساحة منها اليوم، ولكنها فقدت جزءا من أراضيها عندما تم إنشاء مدينة الفورڤيل في العام 1885.
ميزون الفور - هي واحدة من 47 بلدة أخرى في منطقة ڤال دو مارن (عاصمة المنطقة هي كريتاي). والبلدة لها شكل مثلث :
- الجانب الغربي، ينفصل عن بلدة الفورڤيل بواسطة الخط الحديدي RER D [الفرنسية]
- الجانب الشمالي، يتاخم نهر المارن
- الجانب الجنوبي الشرقي، يتاخم مدينة كريتاي ؛
- على بعد 1.2 كم إلى الجنوب من الزاوية الجنوبية يقع كارفور الپومپادور، وهو عقدة طرقية بين الطرق الوطنية رقم 6 و186، والطريق السريع A86، والطريق الرئيسي 60 (طريق سريع في استمرارية الطريق الوطنية 406).
- كارفور الپومپادور يتاخم كلاً من بلدات كريتاي وشوازي لوروا وڤالنتون).

ويحيط ببلدة ميزون الفور كلاً من البلدات الست التالية: انطلاقاً من الشمال وباتجاه عقارب الساعة : شارنتون لوپون، وسان موريس، جوانڤيل لوپون، سان مور، كريتاي، الفورڤيل.

## توأمة
لميزون ألفور اتفاقيات توأمة مع:
- مويرس

## أعلام
- طارق عبدالواحد
- أليس دونا
- أنسيلمي غايتان ديماريه
- جان لورينت
- رينيه جبريل